# شهرستان هریسون (ویرجینیای غربی)
شهرستان هریسون، ویرجینیای غربی (به انگلیسی: Harrison County, West Virginia) یک سکونتگاه مسکونی در ایالات متحده آمریکا است که در ویرجینیای غربی واقع شده‌است.

## خصوصیات
شهرستان هریسون ۱٬۰۸۰٫۰۳ کیلومترمربع مساحت دارد.